# Mercedes-Benz SLR McLaren
De Mercedes-Benz SLR McLaren is een supersportwagen ontwikkeld door Mercedes-Benz en McLaren Cars, vanwege de successen in de Formule-1-kampioenschappen van het team McLaren-Mercedes (1998 & 1999, Mika Häkkinen). De SLR McLaren wordt vaak gezien als het beste van Mercedes-Benz en McLaren, het comfort van Mercedes-Benz en de scherpte van McLaren.  Het is een van de weinige auto's van Mercedes-Benz die niet begrensd is door het Gentlemens agreement (<250 km/h).

## Technische gegevens

### De motor
De SLR McLaren heeft een 5,4 l V8-motor van AMG, het tuningbedrijf van Mercedes-Benz. Die V8-motor levert een vermogen van 460 kW (623 pk) en de motor levert ook een max. koppel van 780 Nm, dat vrijkomt bij 3250 tpm. Deze motor gebruikt ook het dry-sump systeem en is net achter de vooras gemonteerd. Oorspronkelijk wilde men in de SLR een V12 monteren maar aangezien die niet paste moest het een V8 worden. De compressor gebruikt 121 pk van het motorvermogen. Zijn topsnelheid is 335 km/u. Dankzij deze motor gaat de SLR McLaren van 0–100 km/u in 3,8 s, 200 km/u wordt bereikt in 10,5 seconden. Ook is er een speciale editie van de SLR McLaren leverbaar:de SLR 722 Edition. Deze levert 650 pk en tipt de 100 km/u in 3,6 s, zijn top ligt op 340 km/h. De 722 Edition valt te herkennen aan onder meer andere (donkere) velgen, andere voor- en achterspoilers, de diffusor is opnieuw ontworpen en de voorspoiler (carbon) heeft een splitter.

### Remmen
De auto heeft keramische remmen. Samen met een luchtrem zorgen deze ervoor, dat de remafstand van 192 km/u naar 0 slechts 73 meter bedraagt, evenveel als de remweg van een gewone auto van 96 kilometer per uur naar stilstand.

### Versnellingbak
De SLR heeft de van Mercedes afkomstige automatische 5 versnellingsbak die o.a. in de E55 AMG gebruikt wordt, hoewel hij door McLaren aangepast en verbeterd is m.b.v. "Speedshift".

### Het verbruik
De SLR McLaren heeft een verbruik heeft van 14,5 l/100 km, wat overeenkomt met 1:6,9. Om die reden heeft Mercedes-Benz de SLR McLaren toegerust met een ruim bemeten tank met een inhoud van 98 liter. De actieradius komt hierdoor toch nog op ongeveer 676 km.
De tank kun je leegrijden in 19 minuten als je de topsnelheid aanhoudt.

### Prijs
De Mercedes-Benz SLR McLaren kostte in Nederland ruim € 622.500 (prijspeil 2007).

## Uitvoeringen
Naast de standaard coupé uitvoering zijn er nog andere versies op de markt verschenen

### 722 Edition

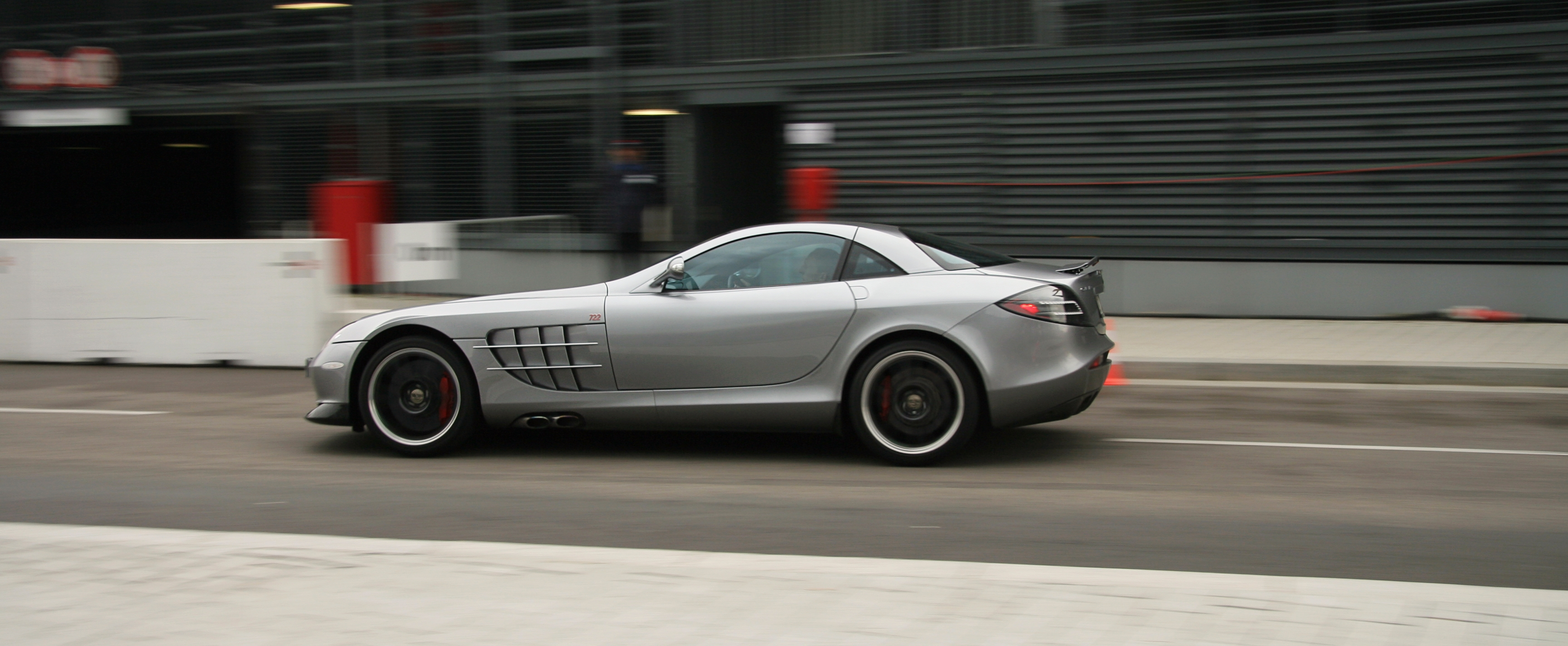
Er is maar weinig uiterlijk verschil tussen een standaard SLR en de SLR 722

Deze in 2006 uitgebrachte uitvoering heet voluit Mercedes-Benz SLR Mclaren 722 edition. De 722 verwijst naar het startnummer dat coureur Stirling Moss en zijn bijrijder David Jenkinson kregen tijdens de Mille Miglia in 1955.
De motor produceert 478 kW (650 pk) en 820 Nm koppel bij 4000 toeren. Dit resulteert in een topsnelheid van 340 km/h (6 km/h sneller dan de standaard SLR). 19 inch lichte aluminium wielen zijn gebruikt om het ongeveerde gewicht omlaag te brengen, de vering werd stugger gemaakt en de auto kwam 10 mm dichter bij de weg te staan. De remmen aan de voorzijde van de auto zijn vergroot tot 390 mm en ook werd er een diffuser aan de achterzijde geplaatst.

### Roadster

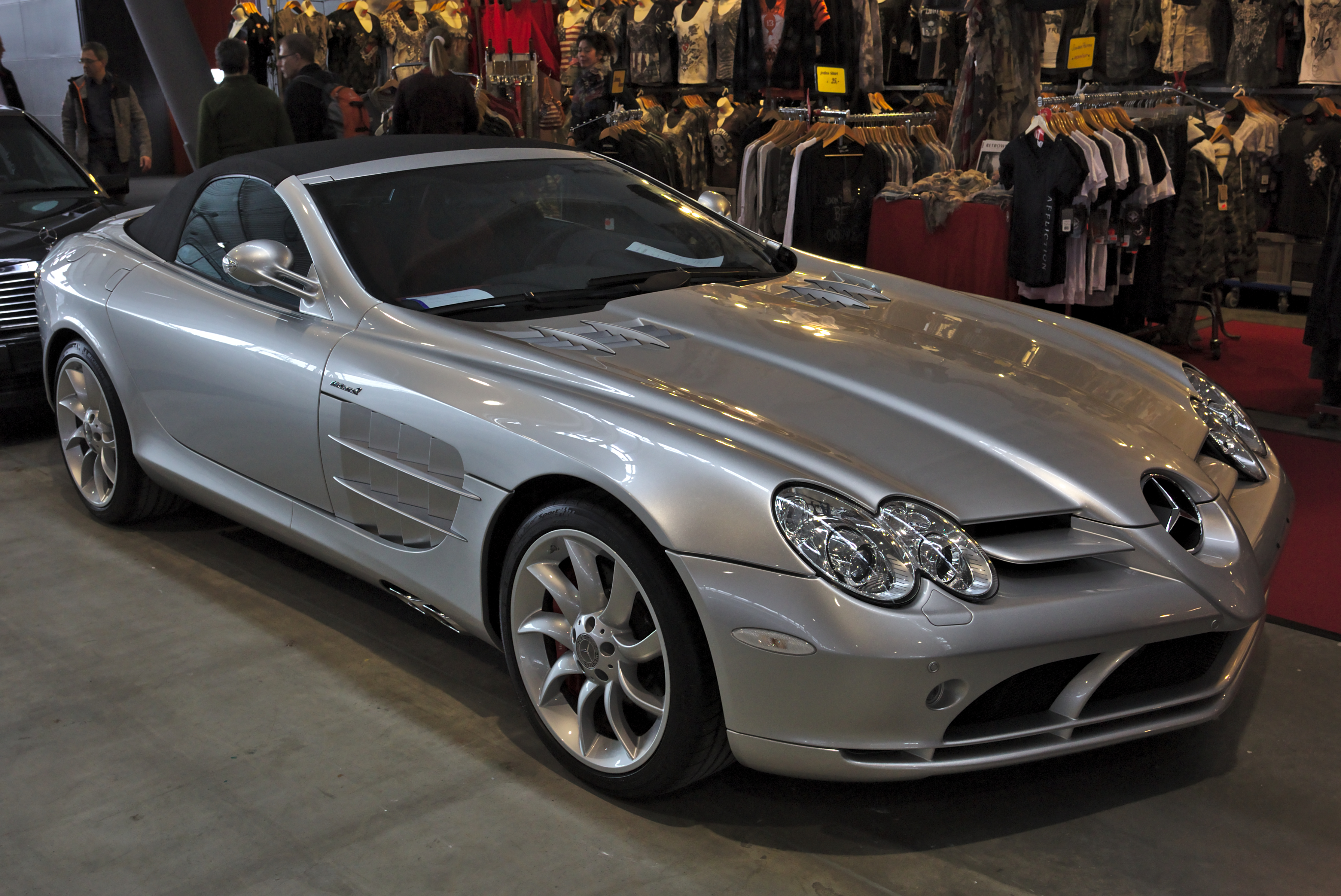
Roadster

Vanaf september 2007 is er ook een roadster versie te koop. Die gebruikt dezelfde V8 uit de standaard SLR wat een topsnelheid van 332 km/h oplevert. Vanwege het feit dat een metalen dak ontbreekt moesten verstevigingsbalken worden aangebracht in de vloer, hetgeen de auto zwaarder maakte en de rijkwaliteiten iets deed afnemen. Het dak is van een nieuw materiaal wat ervoor zorgt dat het in opgevouwen toestand veel minder ruimte inneemt dan bij conventionele cabriolets. Het duurt ongeveer 10 seconden voordat het dak elektronisch is opgevouwen. Volgens Mercedes-Benz kan er met het dak open een gesprek worden gevoerd tussen bestuurder en passagier tot snelheden van 200 km/h. Ook bij deze uitvoering zal er een 722-versie aanwezig zijn.

## Fotogalerij

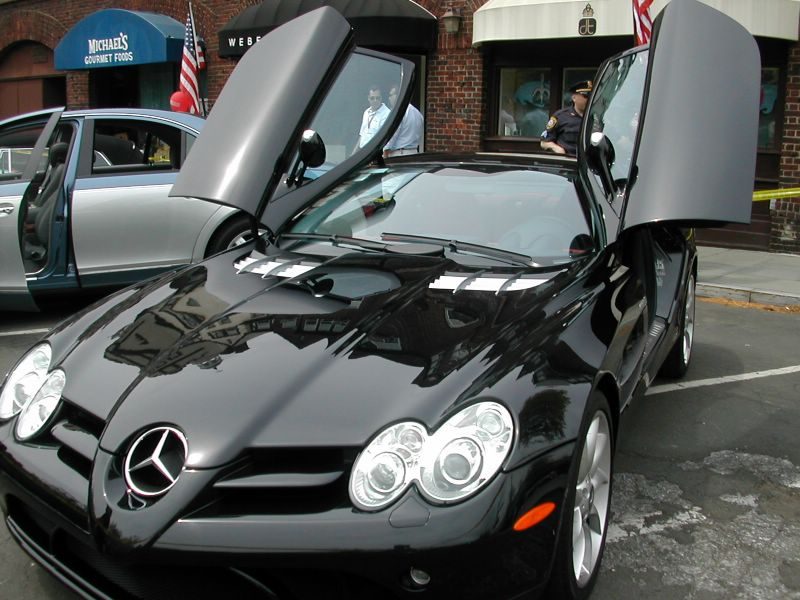
Voor
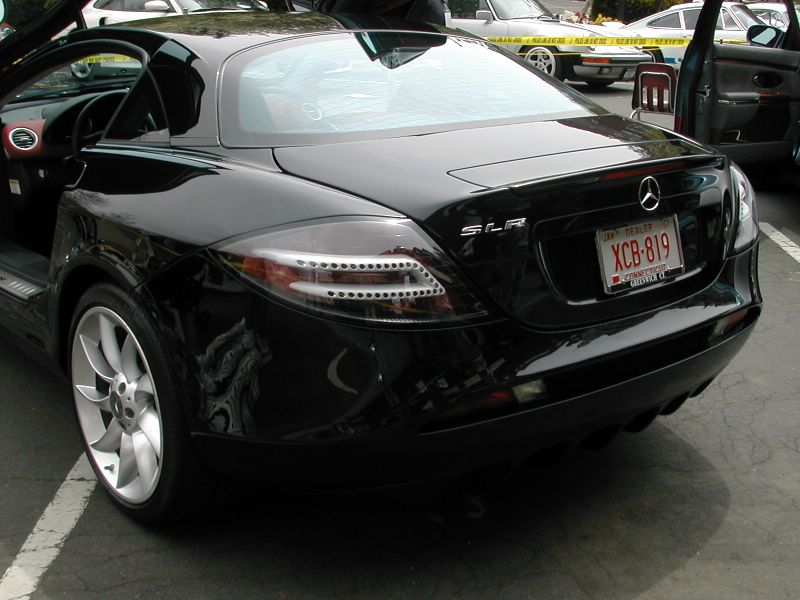
Achter
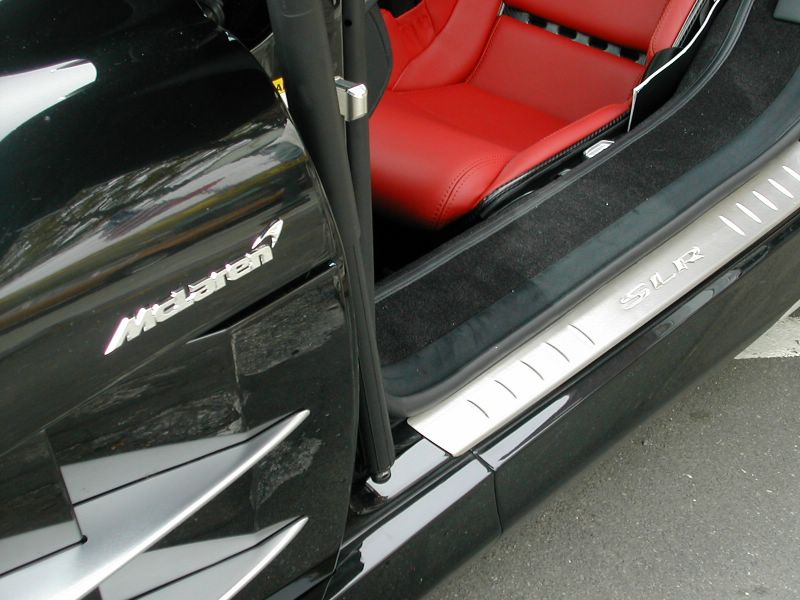
Portier

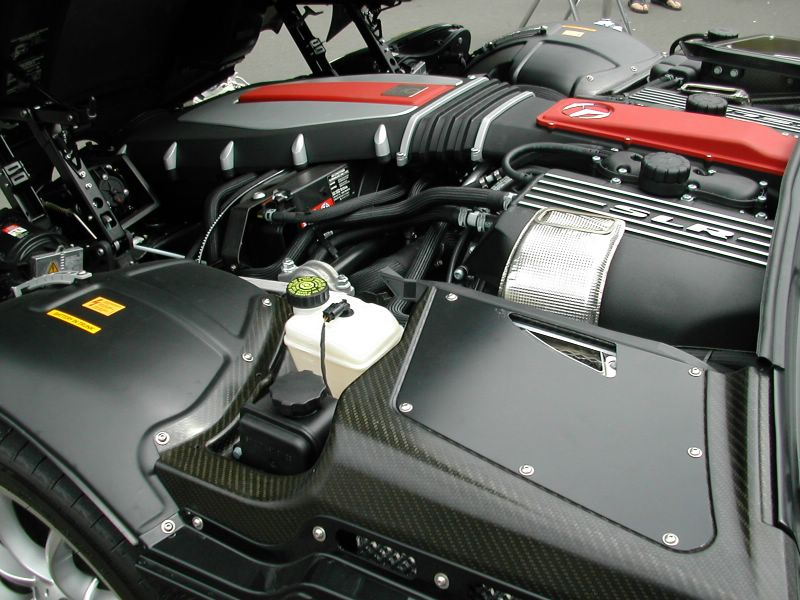
Motor
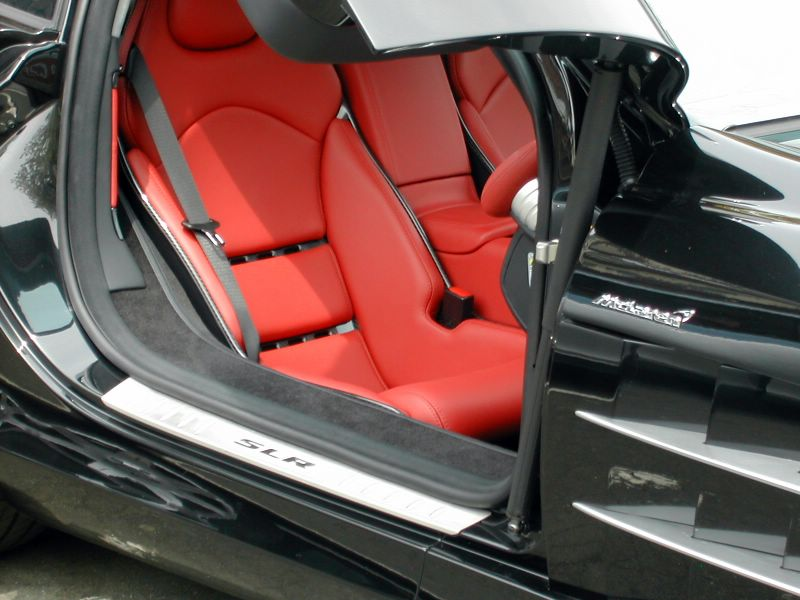
Interieur
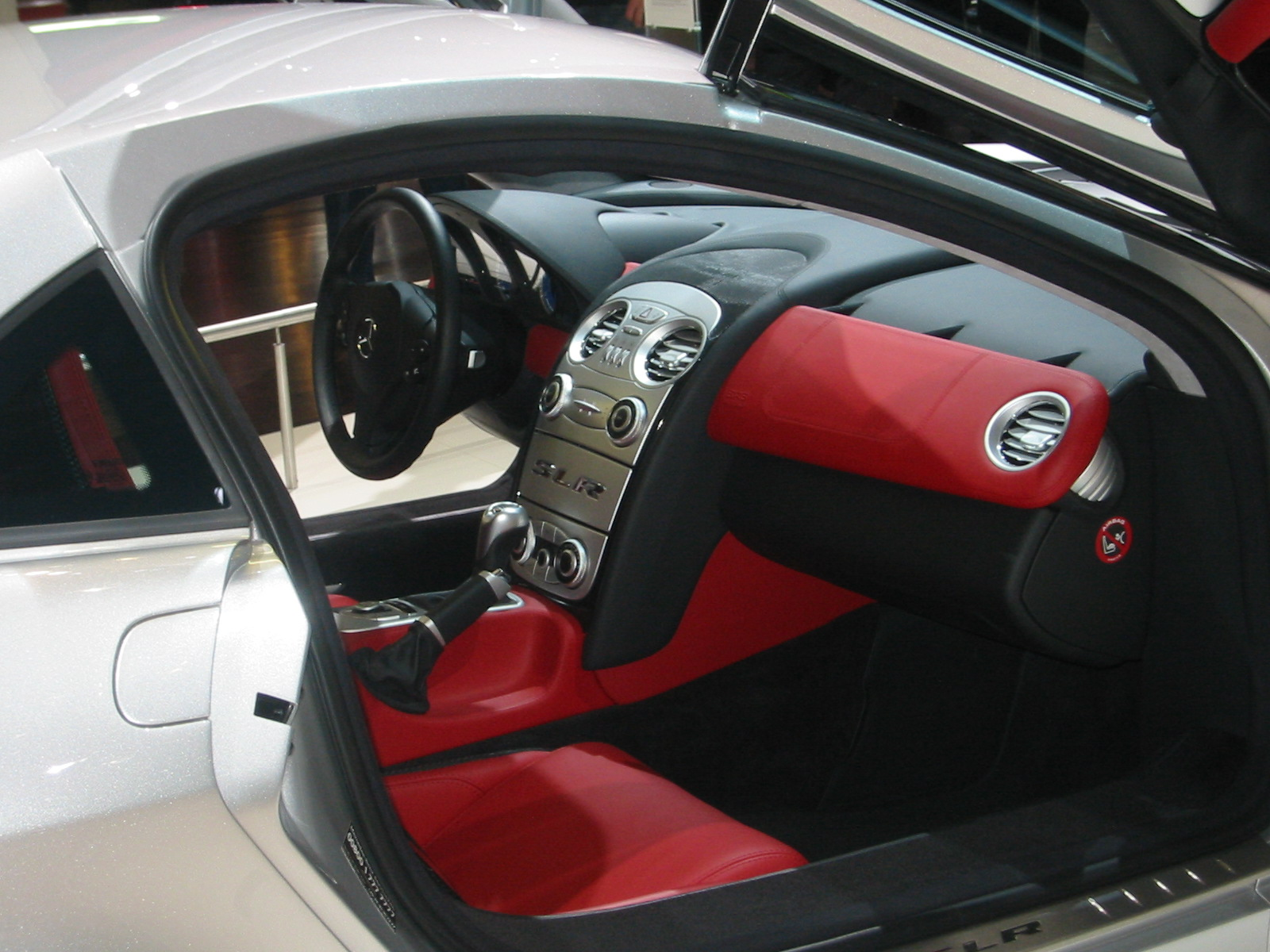
Interieur